# Héctor Fort García
Héctor Fort García   (Barcelona, 2 d'agost de 2006) és un futbolista català que juga com a lateral dret al Futbol Club Barcelona.

## Carrera de club
Nascut a Barcelona, va fitxar per La Masia procedent de la Penya Barcelonista Anguera. Va formar part de l'equip del Juvenil A del club la temporada 2022-23 jugant sis partits de la Youth League. L'any següent, a la pretemporada del Barcelona de cara a la temporada 2023-24, Fort va debutar amb el primer equip en un amistós contra el Vissel Kobe el 6 de juny del 2023. Ascendit al filial del FC Barcelona, Fort va debutar amb l'equip el 28 d'agost del 2023 en una derrota per 1-0 davant la SD Logronyès en la seva estrena a la Primera Federació.
Fort va debutar amb el primer equip el 13 de desembre de 2023, en una derrota a domicili per 3-2 davant el Royal Antwerp a la Lliga de Campions.
Debutà en la Lliga de futbol professional el 27 de gener de 2024 al sortir de titular en el partit de la Jornada 22 de la temporada 2023-2024 contra el Vila-real CF.

## Carrera internacional
Internacional juvenil per Espanya, Fort ha representat les seleccions espanyoles sub-16 i sub-17. Va ser convocat a la selecció sub-17 que va jugar l'Europeu de 2023 a Hongria.

## Palmarès

### FC Barcelona
- 1 Supercopa d'Espanya: 2025[9]
- 1 Copa del Rei: 2024–25[10][11]
- 1 Lliga espanyola: 2024-25